# André Viana
André Vieira Viana (sinh ngày 27 tháng 12 năm 1992) là một cầu thủ bóng đá người Bồ Đào Nha thi đấu cho Trofense ở vị trí tiền vệ.

## Sự nghiệp câu lạc bộ
Anh ra mắt chuyên nghiệp tại Giải bóng đá hạng nhất quốc gia Bồ Đào Nha cho Trofense vào ngày 2 tháng 10 năm 2011 trong trận đấu trước Belenenses.